# Tommaso Gazzarrini
Tommaso Gazzarrini (Livorno, 16 febbraio 1790 – Firenze, 7 febbraio 1853) è stato un pittore italiano.

## Biografia
Nato a Livorno dal livornese Giuseppe e da Chiara Orsetti di Lucca, fu allievo di Pietro Benvenuti all'Accademia di belle arti di Firenze. Nel 1813-1814 all'Accademia, vinse premi per i suoi disegni di dipinti di Ercole e Deianira ed Entrata di Leone X a Firenze.
Si recò a Roma dopo il 1820 con uno stipendio dall'Accademia di Sant'Agata. Dipinse quell'anno a San Carlo Borromeo va a Milano di notte per vedere quelli afflitti con la peste per la chiesa livornese di San Benedetto. Ha trasmesso annualmente saggi di pittura all'Accademia fiorentina, tra cui La caccia di Diana (copia della nota opera del Domenichino); Bacco dormiente (1823); Tullia guida il suo carro sul corpo di suo padre (1820); e Preghiera di Gesù nell'orto (1824).
Fra 1812 e il 1837 esegue più opere per il Duomo di Livorno. Ha donato alla Venerabile Arciconfraternita della Misericordia di Livorno un dipinto ad olio su tavola raffigurante la testa di San Giovanni decollato su un vassoio d'argento, tuttora di proprietà della confraternita.
Dopo aver insegnato alla Accademia di San Luca a Roma e alla Accademia Clementina a Bologna, nel 1837 tornò a Firenze. 
Uno dei suoi allievi all'Accademia di Firenze è stato Silvestro Lega.

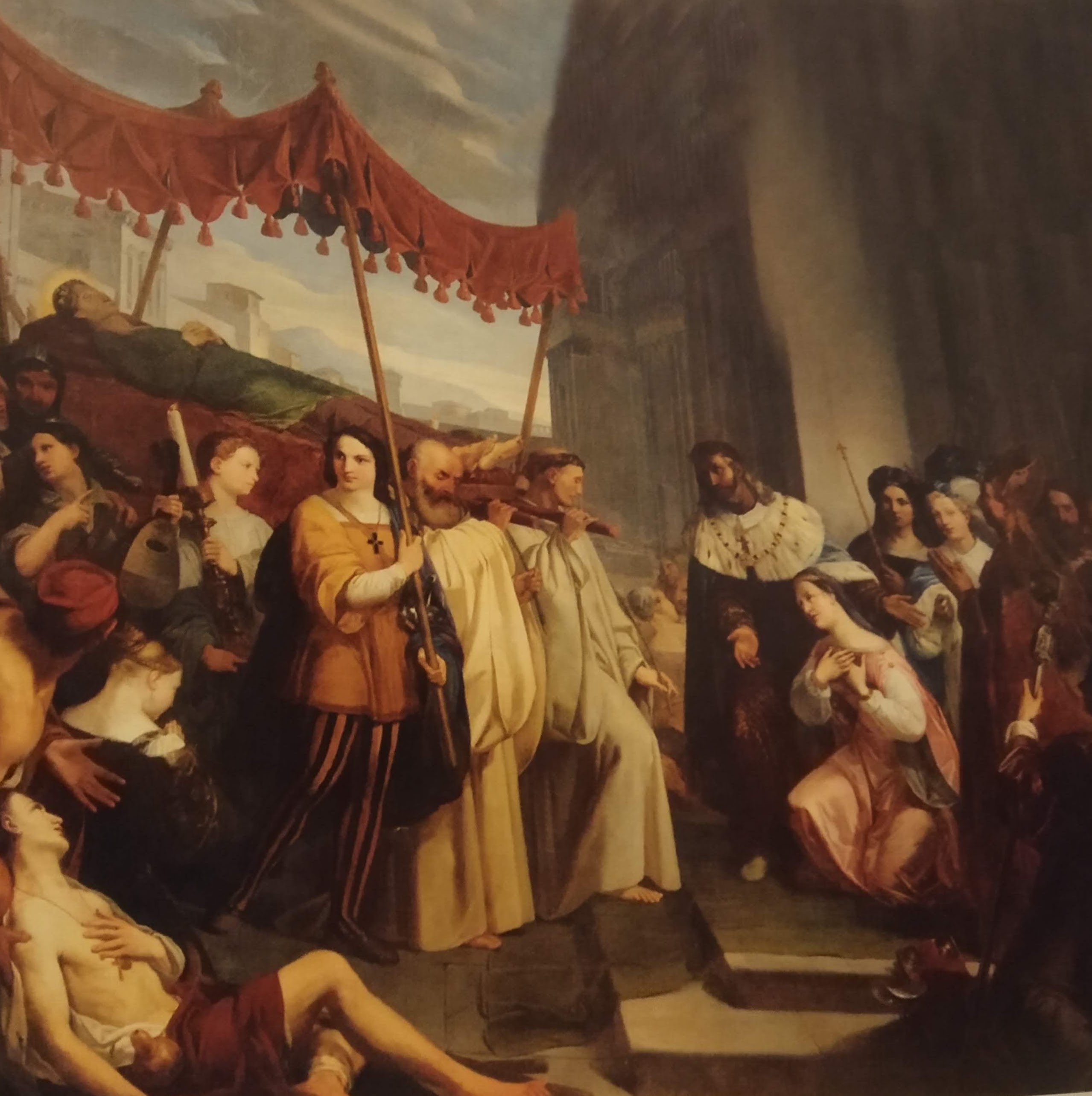
Traslazione del Corpo di Santa Giulia, Duomo di Livorno